# Kostka akwarystyczna

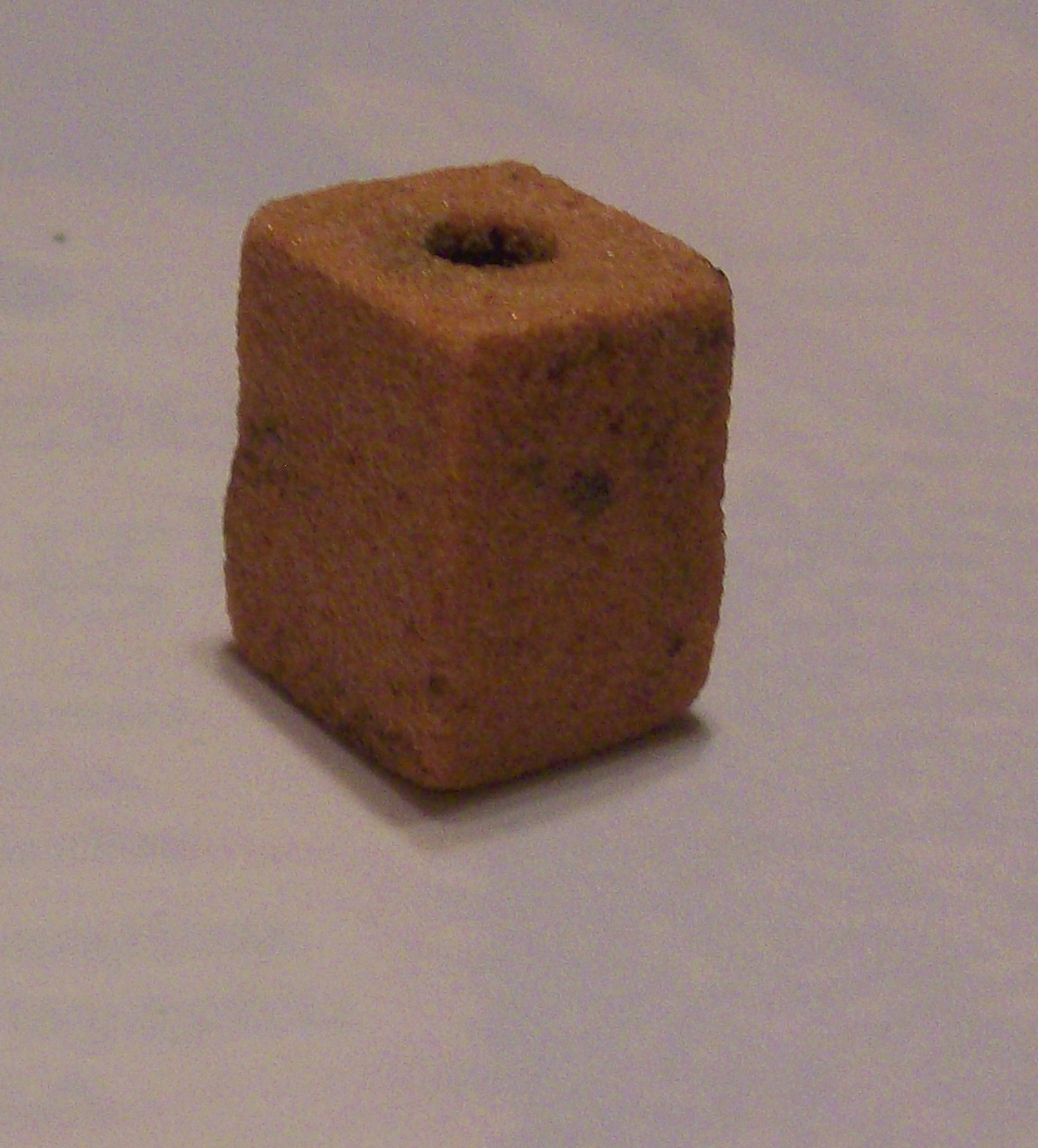
jedna z kostek akwarystycznych.

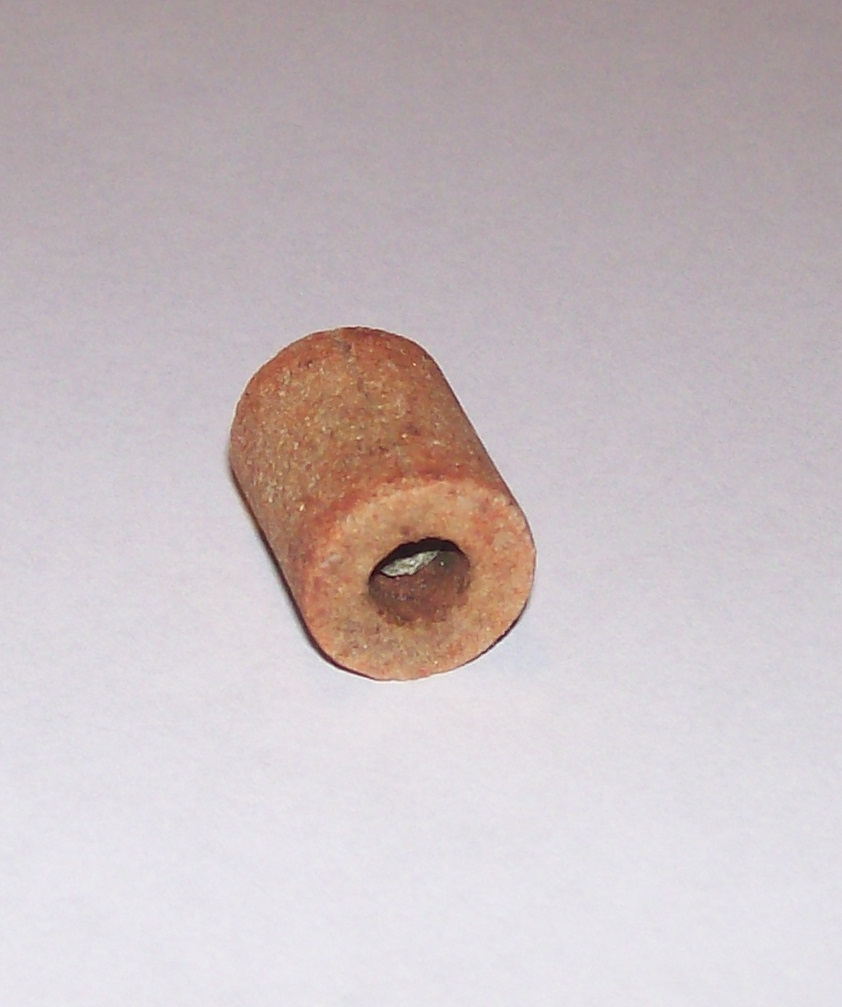
jedna z kostek akwarystycznych.

Kostka akwarystyczna – kamień rozbijający strumień powietrza doprowadzony z napowietrzacza na wiele drobnych pęcherzyków, przez co ma ułatwić napowietrzanie wody w akwarium. Kostka akwarystyczna jest często nazywana kamieniem napowietrzającym.
Ze względu na szybkie zużywanie się kamieni napowietrzających, coraz częściej stosuje się tzw. 
kurtyny napowietrzające.Kurtyna napowietrzająca jest to cienki wężyk z pianki z jednej strony zatkany korkiem. Przepuszcza on powietrze na całej swojej powierzchni, a dzięki materiałowi z jakiego jest wykonany, daje się dowolnie formować. Obecnie spotyka się kurtyny samoobciążające lub obciążane specjalnymi ciężarkami.
.